# Daqui p'rá Alegria
Daqui p'rá Alegria é um filme português realizado por Jeanne Waltz, estreado em 8 de Abril de 2004.

## Elenco
- Dinarte Branco... Francisco
- Raquel Cardoso... Bruna
- Joana Ferreira... Marta
- Catarina Rosende... Sara
- Rita Durão... Antónia